# Saint-Marcel (Eure)
 Saint-Marcel  es una población y comuna francesa, en la región de Alta Normandía, departamento de Eure, en el distrito de Évreux y cantón de Vernon-Nord.

## Demografía
| 1244 | 1532 | 1701 | 3470 | 4198 | 4434 | 4398 | 4982 |
| Para los censos de 1962 a 1999 la población legal corresponde a la población sin duplicidades (Fuente: INSEE [Consultar]) |      |      |      |      |      |      |      |

Forma parte de la aglomeración urbana de Vernon.